# Carlo Placci
Carlo Placci (Londra, 23 novembre 1861 – Firenze, 14 gennaio 1941) è stato uno scrittore italiano.

## Biografia

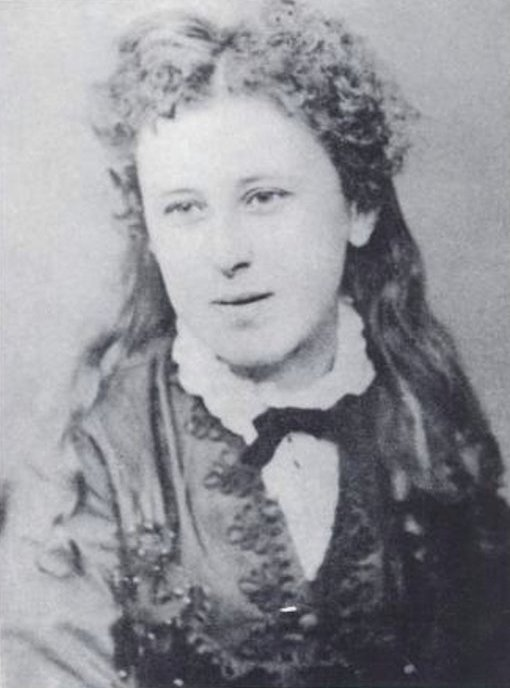
Violet Paget

Nasce da Gennaro Placci, banchiere originario di Faenza, e dalla messicana María Guadalupe Ruiz Villegas. 
Nei primi anni della giovinezza frequenta i salotti della migliore società fiorentina, legge i poeti inglesi e i narratori francesi. Nel 1880 conosce Violet Paget una giovane ventiquattrenne nata in Francia da genitori inglesi, futura scrittrice che, con lo pseudonimo di Vernon Lee, pubblicherà numerosi romanzi e racconti di genere fantastico, e con la quale avrà una intensa corrispondenza.

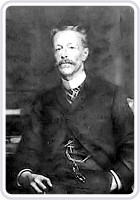
Enrico Nencioni

Nella sua formazione letteraria ha però un ruolo preminente il poeta, critico letterario e traduttore Enrico Nencioni, collaboratore del giornale romano Il Fanfulla della Domenica e di altre riviste quali La Domenica letteraria, La Domenica del Fracassa e Cronaca bizantina. Proprio con Cronaca bizantina, quindicinale romano a carattere letterario-sociale-artistico dell'editore Angelo Sommaruga, grazie all'interessamento di Nencioni e invitato dal giovane D'Annunzio, Placci inizierà a collaborare. Nell'ambiente della rivista avrà modo di conoscere e frequentare scrittori, intellettuali quali Matilde Serao e Ruggero Bonghi e il dandy Giuseppe Napoleone Primoli, noto come Gegè Primoli.
Mondano e appassionato di viaggi, scrive briosi articoli sui luoghi che visita, frequenta salotti, conosce lo storico Salvemini e l'economista e sociologo Pareto. Influenzato dalle correnti del realismo letterario, nel 1892 pubblica, per le edizioni Treves, il romanzo Il furto. Prova, poi, senza risultati apprezzabili, a cimentarsi nella critica d'arte, e in questo periodo conosce e diviene amico dello storico d'arte statunitense Bernard Berenson.

Ugo Ojetti

Nel 1897, sempre con Treves, pubblica un'altra opera narrativa: Mondo mondano, una serie di novelle che saranno poco apprezzate dalla critica. Dal 1908 inizia la collaborazione con il Corriere della Sera ove troverà l'appoggio di Ugo Ojetti, scrittore, critico d'arte, firma importante e direttore (nel biennio 1926-27) del quotidiano milanese. Alcuni suoi articoli, dai toni eccessivamente nazionalistici, sono respinti dal direttore Luigi Albertini. La collaborazione con il quotidiano terminerà nel 1931.
Nell'agosto del 1914, quando inizia la prima guerra mondiale si trova in Germania e, dopo esser riuscito, non senza difficoltà, a rientrare in Italia, si schiera a favore dell'intervento italiano nel conflitto.
Nel 1919, inviato della rivista letteraria fiorentina Il Marzocco segue a Parigi i lavori della Conferenza di pace. Nella capitale francese, frequentando i salotti cittadini, e a Bruxelles trascorre gli ultimi anni della sua vita.
Rientrato in Italia, muore ottantenne a Firenze.

## Opere
- Dante Gabriele Rossetti, Firenze, Rassegna nazionale, 1882.
- Un furto. Romanzo, Milano, Treves, 1892. Ritratto psicologico di un giovane studente di storia dell'arte rinascimentale che per una eccessiva passione verso la materia si scopre ladro rubando, all'interno di una nobile casa fiorentina, una piccola opera attribuita a Sandro Botticelli. Particolare interesse ricopre il tentativo di introdurre nel campo letterario le nuove teorie formaliste del critico d'arte Giovanni Morelli.
- Mondo mondano. Novelle, Milano, Treves, 1897.
- In automobile, Milano, Treves, 1908. Sono brevi racconti che riportano alcuni viaggi automobilistici di Carlo Placci fatti nei primi anni del Novecento. La prosa letteraria è una esaltazione dualistica degli opposti, proponendo al lettore un costante intervallarsi di spunti moderni (ad es. il mito futurista della velocità) con la tradizione (ad es. il pellegrinaggio artistico nelle antiche chiese). Di particolare interesse sono le illustrazioni eseguite dal pittore Giovanni Costetti. Nuova edizione, a cura di Carlotta Moreni: Lanciano,  Carabba, 2005. ISBN 88-88340-67-X.
- Letteratura nazionalista, Firenze, Ufficio della "Rassegna nazionale", 1908.